# Еліс Бріджес
Еліс Бріджес (англ. Alice Bridges, 19 липня 1916 — 5 травня 2011) — американська плавчиня.
Призерка Олімпійських Ігор 1936 року.